# Rio Buti
Rio Buti è un fiume della Toscana, affluente di sinistra del Bisenzio.
Le sue sorgenti sono sui monti della Calvana, a nord della città di Prato, tra il Monte Cagnani e il Passo del Crocicchio, nel territorio comunale di Vaiano. Il corso d'acqua per lunghi tratti scende molto ripido a valle in un alveo stretto delimitato da rocce di pietra alberese; dopo aver ricevuto due affluenti di sinistra (Borro delle Selve e Borro di Poggio Castellaro), origina in vari punti una successione di cascate, tra le quali anche il leggendario Pozzo della Morte, e grotte ricche di stalattiti e stalagmiti, tra le quali la Forra Lucia, la Tana di Buti e la Fonte Buia.
Il corso d'acqua, dopo circa 5 km, sfocia nel fiume Bisenzio come affluente di sinistra a nord della frazione pratese di Canneto.